# Oltre il ponte (brano musicale)
Oltre il ponte è un brano musicale scritto da Italo Calvino per il testo e da Sergio Liberovici per la musica, inciso da Pietro Buttarelli nel 1959 nell'EP Cantacronache 3. 

## Descrizione
Il testo della canzone tratta della Resistenza italiana e vede un ex partigiano narrare ad una giovane ragazza, un'amica che rappresenta la nuova generazione, le sue avventure in guerra, ricordandole quanto i giovani di oggi siano scarsamente interessati alla storia, anche se molto recente.

## Cover
Nel 2005, all'interno dell'album Appunti partigiani, i Modena City Ramblers ripropongono il pezzo insieme a Moni Ovadia, utilizzando come base la musica tradizionale irlandese The Blacksmith.